# Rudolf Máša
Rudolf Máša (8. dubna 1880 Kněževes - 19. února 1954 Praha) byl český redaktor, překladatel, autor odborné literatury, publicista a knihovník.

## Život
Rudolf Máša se narodil poblíž Rakovníka v malém městečku Kněževsi v rodině místního pekaře Jana Máši a jeho ženy Anny rodem Vodrážkové. Rudolf měl ještě dva sourozence, o mnoho let starší sestru Marii (* 1869) a bratra Františka (* 1872). V devadesátých letech 19. století se přestěhoval s rodiči do Háje u Duchcova, kde si jeho otec otevřel pekárnu. Rudolf měl však všechny předpoklady k dalšímu studiu, ale nebylo zbytí, než se stát pekařským pomocníkem. Přesto si však opatřil gymnaziální učebnice, odborné časopisy a všechen volný čas věnoval samostudiu. V roce 1900 nastaly pro dvacetiletého Rudolfa Mášu zlé časy. Vlivem velké hornické stávky, byl nucen jeho otec dávat na dluh, což jej zruinovalo a tak se z Rudolfa stal horník na dole Alexander v Hrdlovce. Zanedlouho začal opět studovat na dvouleté hornické škole, ale to nemělo dlouhého trvání. Ze studií se sám vyloučil díky své účasti v anarchistickém hnutí.
Na jaře roku 1906 se stal šéfredaktorem Hornických listů, vydávaných v Duchcově a v téže redakci spolupracoval se starým redaktorem Tomešem Kašem. V redakci však vydržel pouze jeden rok, a aby nebyl soudně stíhán pro propagaci anarchistických a antimilitaristických myšlenek, odjel ponejprv do uhelného revíru v Porůří. Zde mu však „Pšenka nekvetla“ a tak odtud odjel do Vestfálska, kde pracoval v hlubinných dolech a odtud posílal články dr. Vrbenskému. Rudolf Máša si během své dlouholeté praxe osvojil řadu cizích jazyků, včetně esperanta. Po návratu do vlasti pracoval krátce i v libkovické Dělnické pekárně.
První světovou válku Kaše prožil jako prostý voják. Po jejím skončení se soustředil na práci ve Volné myšlence a koncem roku 1918 se stal knihovníkem Ústředního svazu československých průmyslníků v Praze. V této pozici působil do začátku roku 1940, kdy odešel do penze.
Rudolf Máša zemřel v Praze v polovině února roku 1954.

## Literární dílo (výběr)
- 1920 O původu světa a tvorstva dle představ náboženských a poznání přírodního
  - Po stopách Starého a Nového zákona. Dokumenty o vývoji křesťanství z kultu a nauk staroindických
- 1921 O původu a vývoji náboženství I–II
- 1922 Směrnice mravní výchovy
- 1923 Monotheismus, pantheismus, buddhismus. Základy a systém mravouky sociální
- 1924 Náboženští velikáni všech věků